# Zöld-foki Köztársaság
A Zöld-foki Köztársaság (portugálul: República de Cabo Verde vagy röviden Cabo Verde, zöld-foki kreolul: Repúblika di Kabu Verdi) szigetország. Tíz vulkanikus eredetű sziget alkotja, amelyek a középső Atlanti-óceánban, Afrika legnyugatibb pontjától, a Zöld-foktól 570 kilométerre nyugatra fekszenek. A Zöld-foki-szigeteket az Azori-, Madeira-, Kanári- és Selvagens-szigetekkel együtt Makaronézia részének tekintik. Az ország területe valamivel kisebb Győr-Moson-Sopron vármegyéénél.
Az addig lakatlan szigeteket a 15. században fedezték fel portugál hajósok. Az itt létrehozott telepük volt az első európai gyarmat a trópusokon. A szigeteket a 16. és 17. században az atlanti rabszolga-kereskedelem tette gazdaggá, és kereskedőket, privatéreket és kalózokat vonzott ide. A 19. században a rabszolgaság felszámolása gazdasági válsághoz és a lakosság kivándorlásához vezetett. Évtizedekbe telt, amíg a szigetek gazdasága az atlanti kereskedelemnek és hajózásnak köszönhetően újra felvirágzott. 1975-ben békésen függetlenedett Portugáliától.
Az 1990-es évek eleje óta a Zöld-foki Köztársaság megszakítás nélkül képviseleti demokrácia, Afrika egyik legfejlettebb és legdemokratikusabb országa. Mivel kevés a nyersanyaga, gazdasága ma a szolgáltatásokra, főként a turizmusra és a külföldi befektetésekre épül. Lakosságát 2016-ban 540 000 főre becsülték; a többségük európai, mór és afrikai felmenőkre tekinthet vissza. A portugál gyarmatosítás hagyatékaként a legelterjedtebb vallás a katolikus. Érdekes, hogy a zöld-foki diaszpóra népesebb, mint az anyaországi.
A Portugál Nyelvű Országok Közössége nevű nemzetközi szervezet egyik alapító tagja.

## Földrajza

A zöld-foki-szigetek domborzati térképe

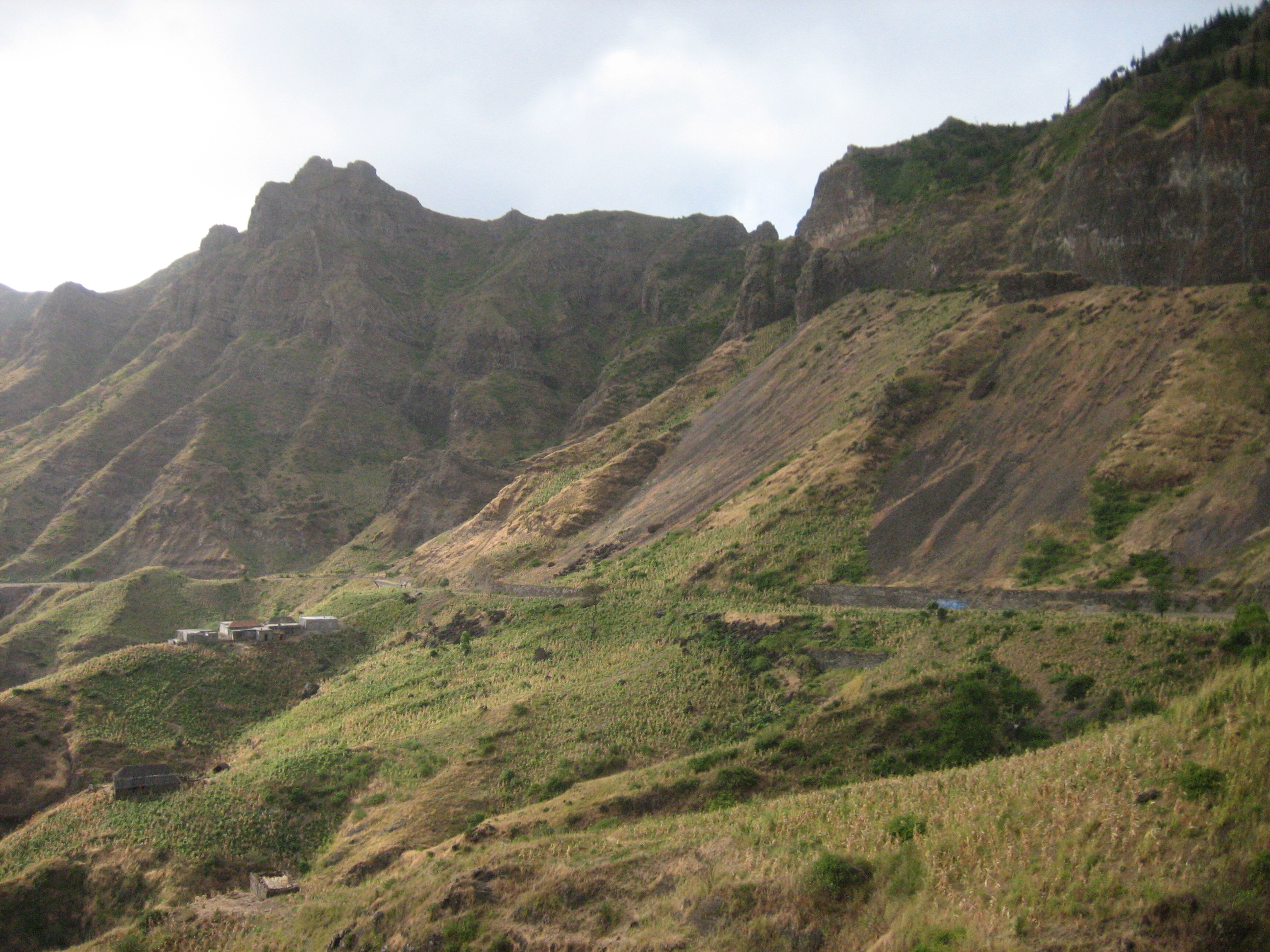
A Serra-Malagueta hegység a Santiago-sziget északi részén

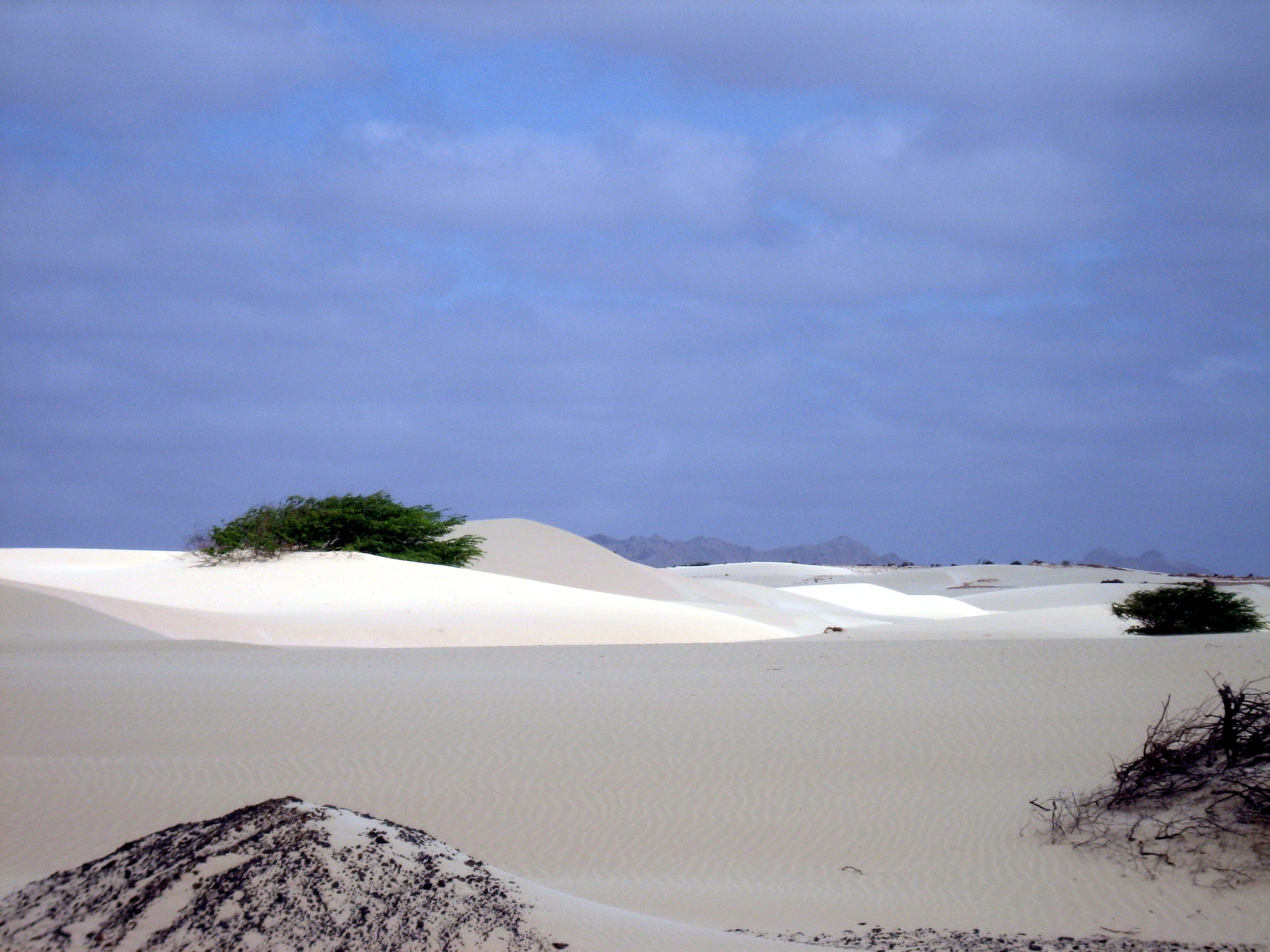
A fehér homokos Viana sivatag Boa Vista szigetén

A szigeteket földrajzi helyzetük szerint két csoportba sorolják.
A Szél felőli szigetek csoportjának tagjai:
- Boa Vista (620 km²)
- Sal (216 km²)
- São Nicolau-sziget (343 km²)
  - Santa Luzia-sziget (35 km²)
- São Vicente-sziget (227 km²)
- Santo Antão-sziget (779 km²)

A Szélcsendes-szigetek:
- Brava (64 km²)
- Fogo (476 km²)
- Maio (269 km²)
- Santiago-sziget (991 km²)[8]

### Domborzata
A szigetek túlnyomóan vulkáni eredetűek, néhánynak az alapja azonban idősebb palából, feldarabolt mészkőből és dolomitból áll. Valamennyiüket változó szélességű tengerparti síkság keretezi; a mögöttes fennsíkok vulkáni kúpokat hordoznak, melyek közül a Pico do Fogo (2829 m, Fogo) és a Topo da Coroa (1979 m, Santo Antão-sziget) emelkedik a legmagasabbra.

### Vízrajza
A száraz éghajlatú, kis szigeteken kevés a vízfolyás. Az ősi folyók fennmaradt medrei korábbi, csapadékosabb éghajlatra utalnak; az emberek növekvő vízigénye miatt legtöbbjük kiszáradt vagy patakká zsugorodott. Néhány szigeten, így Santo Antãon az utóvulkáni működés részeként hévforrás tör fel. A legtöbb vízfolyás időszakos patak, az aktuális csapadékmennyiséget követő hozammal.
A szigetek jelentős problémája a természeti kincsek túlzott kiaknázása. Egyes szigeteken több tó kiszáradt, amire szemléletes példa a Santa Luzia-sziget, ahol a telepesek érkezése előtt egy édesvizű tó volt — a Zöld-foki-szigetek utolsó tava. Az emberek nem tudták, hogy a tavat nem forrás táplálja, hanem a talajon átszivárgó esővíz gyűlik benne össze, és körülbelül 400 év alatt kiitták az egészet. Csupán néhány kisebb patak maradt meg. A sziget ma természetvédelmi terület.
Az ország tíz nagyobb szigetéből mára csak négy sziget rendelkezik folyamatos forrásokkal, és ha nem figyelnek eléggé a szigetek ökológiájának érzékenységére, akkor ezeken a szigeteken is bekövetkezik az elsivatagosodás.

### Éghajlata
A szigetcsoport éghajlatát a passzátszél határozza meg, emiatt az nagyon száraz. A relatív páratartalom 70% körüli.

### Élővilág, természetvédelem
A szigetcsoport száraz éghajlata nem tette lehetővé, hogy gazdag endemikus állat- és növényvilág alakuljon ki, ugyanakkor ezek legtöbbjét veszélyezteti az emberi tevékenység. Az északi és nyugati szigeteket részben füves területek borítják, különösen az északkeleti lejtőkön, amelyek a passzátszeleknek vannak kitéve. A déli, szélcsendesebb szigetek egyes részein mangrove-mocsarak is fellelhetőek, valamint található még néhány őshonos pálmafaj is, amelyek alkalmazkodtak a szélsőséges szárazsághoz. 
Endemikus növények
- tűzhányó kígyószisz (Echium vulcanorum) – csak Fogón

Madarak
157 madárfajt azonosítottak a szigetcsoporton, ebből csupán 41 honos és 14 faj endemikus, azaz kizárólag itt megtalálható, mint például a zöld-foki vöröskánya (Milvus milvus fasciicauda), a zöld-foki ölyv (Buteo bannermani), az Alexander-sarlósfecske (Apus alexandri), a zöld-foki nádiposzáta (Acrocephalus brevipennis), a zöld-foki veréb vagy a razói pacsirta (Alauda razae). 
A sivatagos, száraz környezetnek tipikus lakói a pacsirtafajták, a futómadár vagy a barnanyakú holló (Corvus ruficollis). A nedvesebb területeken él a helyiek által passarinhának nevezett szürkefejű halkapó (Halcyon leucocephala) vagy a Helena-pinty (Estrilda astrild) is. Az óceán menti sziklákat tengeri madarak nagy kolóniái népesítik be, mint a puffinusok, a viharfecskefélék vagy a barna szula (Sula leucogaster). 
A madárállomány nagy részét vonuló madarak teszik ki, így időszakosan kis póling (Numenius phaeopus), billegetőcankó (Actitis hypoleucos), gólyatöcs (Himantopus himantopus), illetve a lilealakúak és a partfutó madarak neméből más fajok is megfigyelhetőek.
Hüllők
Hüllők is fellelhetőek a szigetcsoport állatvilágában, ugyanakkor lényegesen kevesebb faj képviseli magát. Tengeri teknősökön kívül csupán gekkók és szkinkek (vakondgyíkfélék) figyelhetőek meg. A gekkók közé tartozik az éjszaka aktív zöld-foki óriás gekkó (Tarentola gigas), amely a Branco és a Razo szigeteken fordul elő. Kifejlett egyedeinek a súlya az 50 kg-ot is elérheti, így nem számít jó mászónak. Méretét tekintve a skála másik oldalán a bouvier levélujjú gekkó (Hemidactylus bouvieri razoensis) található, amely a világ egyik legkisebb gekkója 3 centiméteres testhosszával és 2,5 centiméteres farokkal. A döntően növényi alapú étrenddel bíró szkinkek közé tartozik a barna színű, akár 30 cm-esre is megnövő vaillant-szkink (Chioninia vaillantii). Kígyók nem fordulnak elő a Zöld-foki Köztársaság természetében.
Öt tengeri teknősfaj közül, amelyek a Zöld-foki szigetek körüli vizek visszatérő látogatói, egynek, az álcserepesteknősnek (Caretta caretta) jelentős állománya rak évről évre tojást a Fogo, Sal és Boaviste szigeteken. Júniustól novemberig ássák a strand homokjába tojásaikat, amelyekből 45-60 nap elteltével bújnak elő a kis teknősök, hogy önállóan megkezdjék a veszélyekkel teli útjukat először a vízbe majd pedig a felnőtté válásig.
Emlősök
Mivel a szigetcsoport és Afrika között sosem volt szárazföldi összeköttetés, így az emlősök osztályát sokáig egyetlen denevérfaj, a szürke hosszúfülű-denevér (Plecotus austriacus) képviselte. Később az ember megjelenésével azonban bővült a biológiai sokféleség, egerek, nyulak lettek a hajózással behurcolva, csakúgy, mint a cerkóf (Chlorocebus sabaeus) Nyugat-Afrikából.
Halak, vízi emlősök, rákok
A vízi világ sokkal gazdagabb, mint a szárazföldi. Makrélák, tonhalak, murénák, rákok, languszták, csigák, kagylók és tintahalak képezik a legtöbbet halászott fajokat, amelyek a helyi lakosok élelmiszerforrásait is képezik. Trópusi halak is fellelhetőek a vizekben, mint a papagájhal (Cetoscarus bicolor), a gömbhal (Tetraodon fluviatilis), a barrakuda (Sphyraenidae), a sünhal (Diodon hystrix), a császárhal és a doktorhal (Zebrasoma velifer) a teljesség igénye nélkül. Cápafélék leggyakoribb képviselői a tigriscápa (Galeocerdo cuvier), a pörölycápa (Sphyrna zygaena) és a dajkacápa (Ginglymostoma cirratum). Továbbá vándorlásaik során elhaladnak a szigetek mellett ördögráják, delfinek és bálnák több faja is. Márciustól májusig a púpos bálnák (Megaptera novaeangliae) bukkannak fel a szigetcsoport közelében, míg júliustól novemberig az atlanti ördögráják (Mobula birostris) és cetcápák (Rhincodon typus).
Rovarok, pókok
Ízelt lábúak tekintetében elmondható, hogy 490 bogárfaj lelhető fel a szigetcsoporton, amelynek 30 %-a endemikus. Csótányokkal itt is gyakran találkozhatunk. A lepkék rendjét is számos család, nem és faj képviseli, amelyekből a leggyakrabban különböző pillangók, fecskefarkú lepkék, boglárkalepkék, királylepkék, szemeslepkék, bogáncslepkék és fehérlepkék figyelhetőek meg. A pókok világa is sokféle, többségük a Santo Antao szigeten található meg, ugyanakkor általánosságban elmondható, hogy félénkek és nagyon ritkán láthatóak. A pókok rendjének itt megtalálható két legnagyobb képviselője a darázspók és a banánpók. 
Emberre is veszélyes, mérgező állat nem él a szigeteken. A barna özvegy (Latrodectus geometricus) csípése kellemetlen, de emberre veszélytelen. Nagy fájdalommal járó harapása van az éjszaka aktív szkolopendrának, amely akár 30 cm hosszúra is megnőhet, átmérője pedig akár a 2,5 centimétert is elérheti.

### Nemzeti parkjai
- Fogo Nemzeti Park (Parque Natural do Fogo) – Fogo középső részén

### Világörökségei
A Zöld-foki Köztársaság 1988-ban csatlakozott a világ kulturális és természeti örökségének megóvását célzó egyezményhez. Az ország területéről 2022 végéig egyetlen helyszín, Cidade Velha került fel a világörökségi listára (2009-ben). 2016 óta nyolc további helyszín (5 kulturális, 1 természeti, 2 vegyes) a javaslati listán várakozik a felvételre.
A szellemi kulturális örökség listájára 2019-ben került fel a morna, a Zöld-foki-szigetek hagyományos zenés-táncos műfaja.

## Történelme

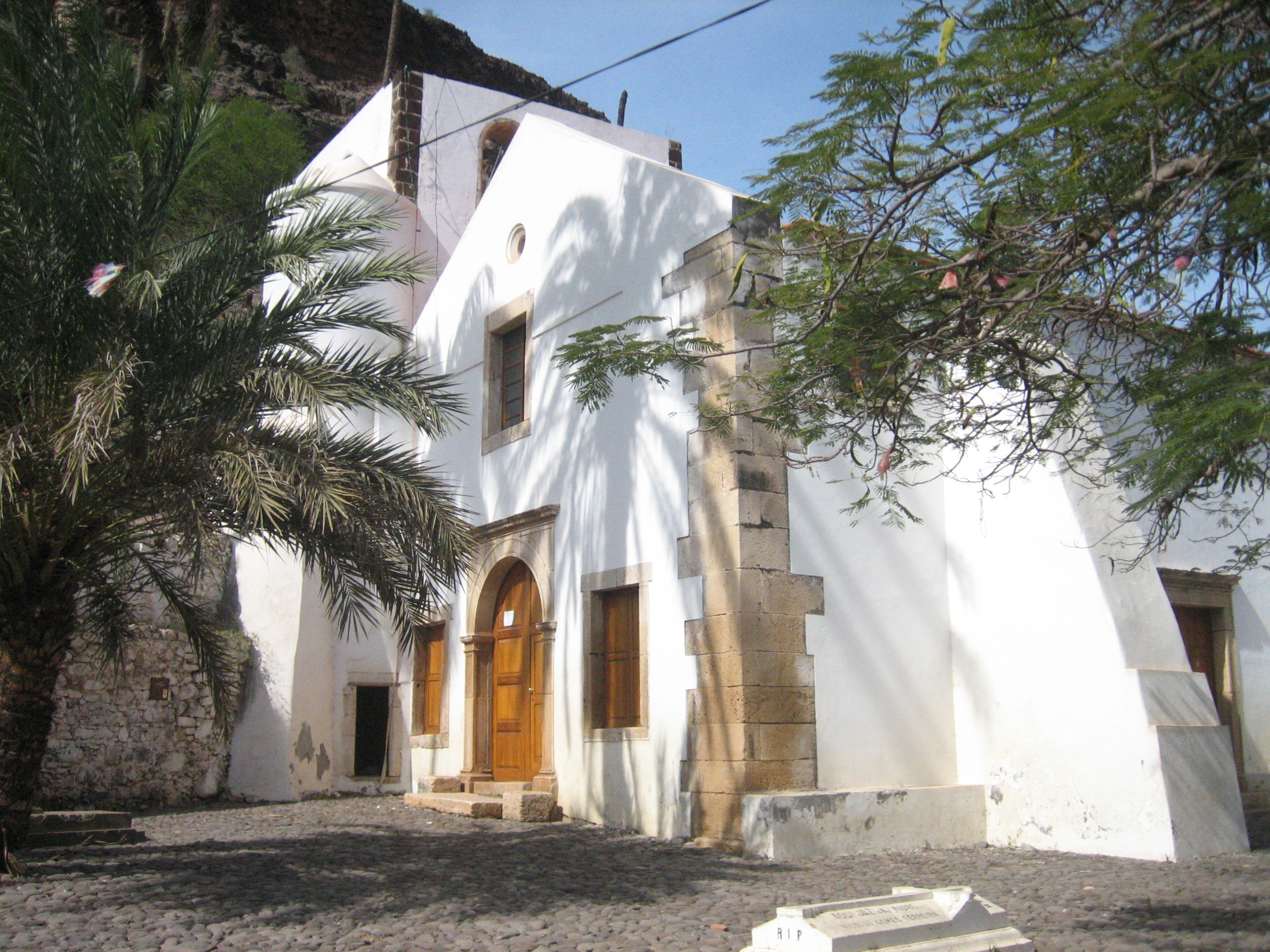
Nossa Senhora do Rosário templom 1495-ben épült, ezzel a legrégebbi gyarmati templom a világon. Cidade Velha, Santiago-sziget

A lakatlan szigeteket 1460-ban Diogo Gomes fedezte fel, de a szigetek felfedezőjének hivatalosan Alvise Cadamostót tekintik, aki 1456-ban járt itt. A szigeteket lakatlannak találták, és semmi sem utal korábbi lakosságra. A szigetek mai nevüket 1461-ben kapták, amikor portugál gyarmattá szervezték. A portugálok a szigetekről indultak útnak Nyugat-Afrikába. Kolumbusz Kristóf 1498-ban járt itt.
A szigetek első települése az 1462-ben alapított Ribeira Grande volt (ma Cidade Velha).
1532-ben lett hivatalosan Portugália gyarmata. A 16. században elindult a rabszolga-kereskedelem Afrika és Amerika között, és ennek egyik állomása a szigeteken volt; fontos vízfelvevő hely volt, ahová idővel cukornádültetvényeket is telepítettek.
1850-ben megalapították São Vicente település kikötőjét. Ezután nagy szénbányákat nyitottak a szigeteken.
1975. július 5-én Portugália függetlenséget adott a szigeteknek. Az első államfő Aristides Pereira volt.

## Államszervezet és közigazgatás

### Alkotmány, államforma
Államformája köztársaság.

### Törvényhozás, végrehajtás, igazságszolgáltatás
A Zöld-foki-szigetek demokratikus jogállam, az egyetlen olyan afrikai ország, amelynek mind politikai, mind polgári szabadságait a Freedom House éves jelentései a legjobb kategóriába sorolják.

#### Elnökök
| Név                             | Születési év  | Hivatalban töltött idő                  | Párt                   |
| ------------------------------- | ------------- | --------------------------------------- | ---------------------- |
| Aristides Maria Pereira         | (* 1924–2011) | 1975. július 8. – 1991. március 22.     | PAIGC (1980 óta PAICV) |
| António Mascarenhas Monteiro    | (* 1944)      | 1991. március 22. – 2001. március 22.   | MPD                    |
| Pedro de Verona Rodrigues Pires | (* 1934)      | 2001. március 22. – 2011. szeptember 9. | PAICV                  |
| Jorge Carlos Fonseca            | (* 1950)      | 2011. szeptember 9. – 2021. november 9. | MPD                    |
| José Maria Neves                | (* 1960)      | 2021. november 9. óta                   | PAICV                  |

#### Miniszterelnökök
| Név                     | Születési év | Hivatalban töltött idő               | Párt                   |
| ----------------------- | ------------ | ------------------------------------ | ---------------------- |
| Pedro Pires             | (* 1934)     | 1975. július 8. – 1991. április 4.   | PAIGC (1980 óta PAICV) |
| Carlos Veiga            | (* 1949)     | 1991. április 4. – 2000. október 5.  | MPD                    |
| Gualberto do Rosário    | (* 1950)     | 2000. október 5. – 2001. február 1.  | MPD                    |
| José Maria Neves        | (* 1960)     | 2001. február 1. – 2016. április 22. | PAICV                  |
| Ulisses Correia e Silva | (* 1960)     | 2016. április 22. óta                | MPD                    |

### Politikai pártok
| Párt neve                                      | Rövidítése | Politikai irányvonal | Alapítása            |
| ---------------------------------------------- | ---------- | -------------------- | -------------------- |
| Afrikai Párt a Független Zöld-foki-szigetekért | PAICV      | szociáldemokrata     | 1956-ban PAIGC néven |
| Független és Demokratikus Zöld-foki Unió       | UCID       | liberális            | 1974                 |
| Demokratikus Mozgalom                          | MPD        | polgári demokrata    | 1990                 |
| Szociáldemokrata Párt                          | PSD        | szocialista          | 1992                 |
| Demokratikus Összetartás Pártja                | PCD        | demokrata            | 1994                 |
| Demokratikus Megújulás Pártja                  | PRD        | baloldali            |                      |
| Munka és Összetartás Pártja                    | PTS        | szociáldemokrata     |                      |

### Közigazgatás
A Zöld-foki Köztársaság fővárosa és legnépesebb települése a Santiago-szigeten lévő Praia. A második legjelentősebb város a São Vicente-szigeten található Mindelo. 2005-ig az ország 17 közigazgatási egységre, körzetre (concelhos) volt osztva. 2005 első félévében a Zöld-foki Köztársaság országgyűlése öt új körzet bevezetéséről döntött, létrehozva a jelenlegi 22 közigazgatási egységet.

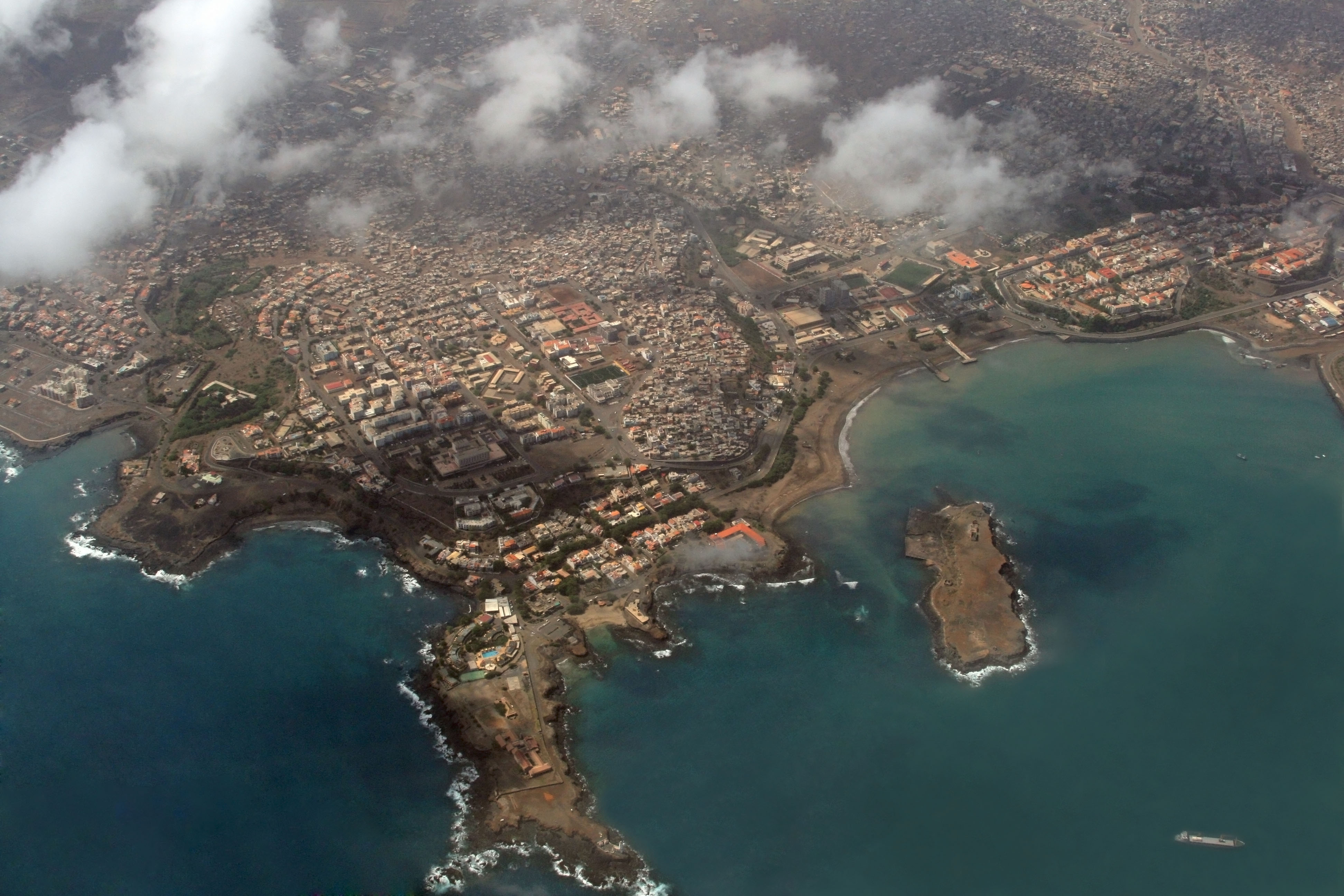
A köztársaság fővárosa, Praia, Santiago-sziget

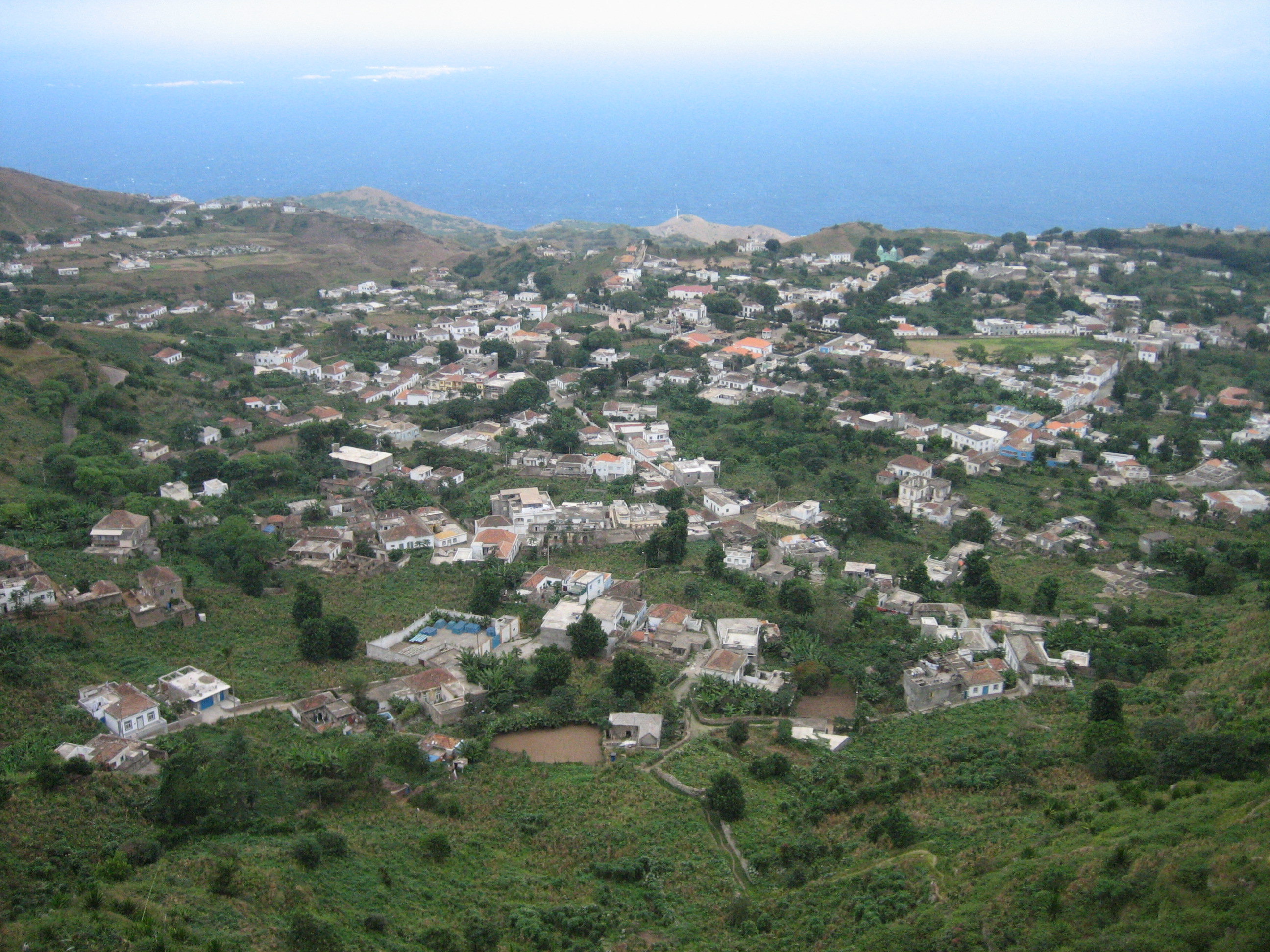
Nova Sintra, Brava szigete

| Santiago-sziget 1. Tarrafal 2. São Miguel 3. São Salvador do Mundo 4. Santa Cruz 5. São Domingos 6. Praia 7. Ribeira Grande de Santiago 8. São Lourenço dos Órgãos 9. Santa Catarina Brava 10. Brava Fogo 11. São Filipe 12. Santa Catarina do Fogo 13. Mosteiros |  | Maio 14. Maio Boa Vista 15. Boa Vista Sal 16. Sal São Nicolau-sziget 17. Ribeira Brava 18. Tarrafal de São Nicolau São Vicente-sziget 19. São Vicente Santo Antão-sziget 22. Paul 20. Porto Novo 21. Ribeira Grande |

## Népesség

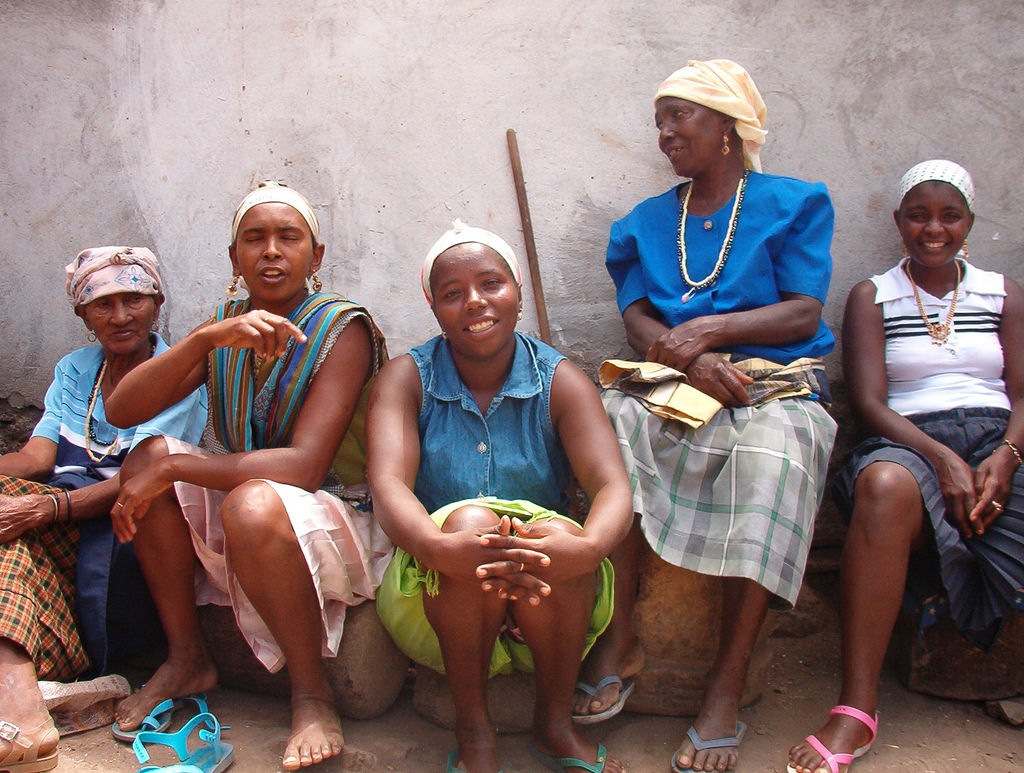
Santiago szigetének asszonyai

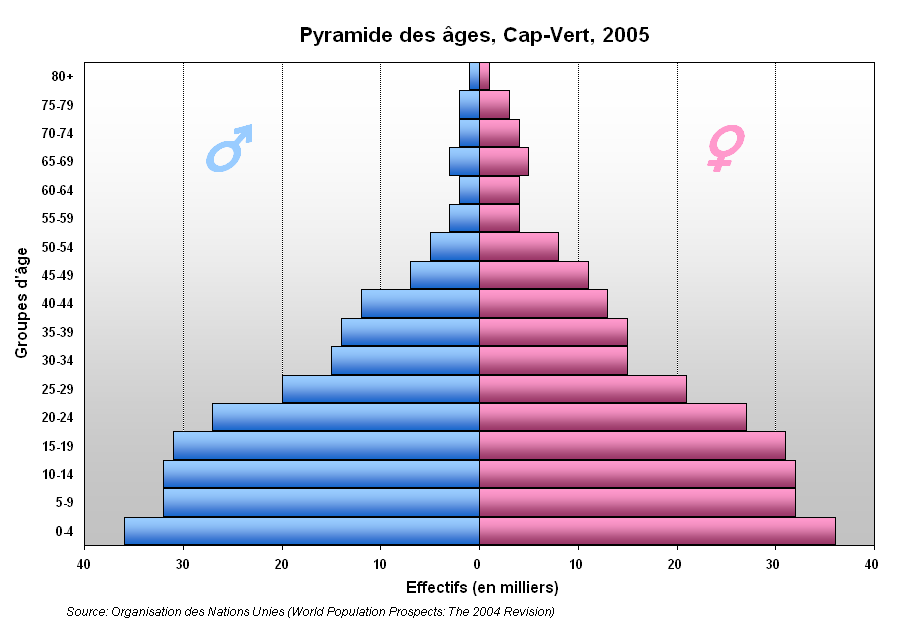
2005-ös korfa

Több itteni származású ember él a szigeteken kívül diaszpórában, mint ahányan a szigeteken élnek.

### Népességének változása
| Lakosok száma | 212 247 | 248 050 | 293 218 | 305 363 | 324 815 | 359 642 | 417 562 | 466 939 | 485 714 | 555 988 |
|               | 1960    | 1966    | 1972    | 1978    | 1984    | 1991    | 1997    | 2003    | 2009    | 2020    |

### Etnikai megoszlás
Etnikai csoportok: kreol (mulatt) 71%, afrikai 28%, európai 1%

### Nyelvi megoszlás
Nyelvek: a hivatalos nyelv a portugál, de emellett beszélnek még kreolul is, amely a legtöbb ember anyanyelve. Vannak olyan idősebb emberek, akik nem tudnak írni és olvasni portugálul. A szigeteken két kreol nyelvjárást beszélnek.

### Vallási megoszlás
Vallások 2010-es felmérés alapján: római katolikus 77,3%, protestáns 3,7% (főleg nazarénusok, adventisták, Universal Kingdom of God, God and Love), egyéb keresztény 4,3% (Christian Rationalism, Jehova Tanúi, Assembly of God, Új Apostoli Egyház), muszlim 1,8%, egyéb 1,3%, felekezeteken kívüli vagy törzsi vallású 10,8%, meghatározatlan 0,7%

## Gazdaság
A Zöld-foki Köztársaság 2008 óta fejlődő gazdaság, egyike azon mindössze öt országnak, amelyet az Egyesült Nemzetek Szervezete a legkevésbé fejlett országok csoportjából a fejlődő országok csoportjába emelt (a másik négy Botswana, a Maldív-szigetek, Szamoa és Egyenlítői-Guinea). Az ország gazdasági teljesítményét több nemzetközi szervezet afrikai sikertörténetnek tartja.
A gazdasági sikerek ellenére az ország az ENSZ megállapítása szerint több gazdasági nehézséggel küzd. Elhelyezkedése miatt távol esik a főbb gazdasági piacoktól. Kis szigetországként kevés nyersanyaggal és édesvízzel rendelkezik, veszélyeztetik a természeti csapások és az éghajlatváltozás következtében az elsivatagosodás. Gazdasága túlzott mértékben függ a szolgáltatásoktól, főként a turizmustól, ezenfelül pedig a külföldön dolgozók hazajuttatott jövedelmeitől és a külföldi fejlesztési segélyektől.
A (2000-es évek elején) a GDP 73%-át a külföldön dolgozók hazajuttatott jövedelmei és a szolgáltatások adják, 20%-át az ipar, 7%-át a mezőgazdaság.

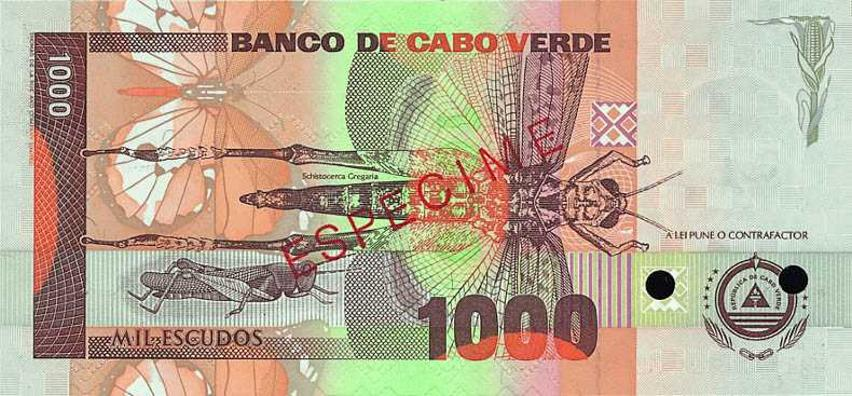
A Zöld-foki Köztársaság egyik bankjegye

### Gazdasági ágazatok

#### Mezőgazdaság
A szigetek lakossága a mezőgazdaságból él; ennek fő terménye a datolya. Cukornádat, banánt, dohányt, kávét, mogyorót, alárendelten egyéb haszonnövényeket is termesztenek.

#### Halászat
A halászatnak jelentős szerepe van a gazdasági életben. A tengerparti települések megélhetésében van jelentősége; kis hajókkal, főleg a lakosság ellátására, de jut exportra is.

#### Ipar
A bőr-, a textil- és a kézművesipar jelentős, főleg ajándéktárgyakat készítenek. Jelentős halfeldolgozó üzemek találhatóak São Vicente szigetén, Mindelo városban. Santiagón nagy üdítőital- és sörgyárak vannak, az összes szigetet innen látják el.
Ásványkincsekben szegény ország.

#### Külkereskedelem
Külkereskedelme 2014-ben:
Főbb termékek: 
- Export: üzemanyag (re-export), cipő, ruha, hal, languszta, nyersbőr
- Import: üzemanyag, élelmiszer, ipari termékek, közlekedési eszközök

Főbb partnerek:
- Export: Spanyolország 46,1%, Lengyelország 22,4%, Portugália 11,8%
- Import: Algéria 72,5%, Portugália 10%

#### Egyéb jellemző ágak
Az Európa és Dél-Amerika között közlekedő hajók üzemanyag-felvevő helye, valamint a tengeralatti kábelek gyűjtő- és elosztóközpontja.
A Latin-Amerikából (főleg Dél-Amerikából) Európába irányuló kábítószer (kokain) egyik átrakodópontja.

## Turizmus
A Zöld-foki-szigetek turizmusa az 1970-es években kezdődött Sal szigetén.
A turizmus a GDP 10%-át adja.[mikor?] A látogatók többsége ma is Sal szigetére érkezik, és a többi szigetre általában csak egynapos programokra látogat át.
A 2010-es években vízummentességet vezettek be az Európai Unió állampolgárai, így Magyarország, továbbá más államok, például az Egyesült Államok, Kanada állampolgárai részére.

## Média
Televízió:
Portugál nyelven sugároz a Radio Televisao Caboverdiana (RTC) és a RTP-Africa. Francia nyelven csak a TV4 Afrique
Rádióadók:
Portugál nyelven az RTC, RDP sugároz, míg franciául az RFI Afrique: FM-adó Praiában, Mindelóban, Salban, Fogóban és Santo Antãoban van.
Újságok:
Az ország újságjai:
- A Semana (Praia, 1991–)
- Expresso das Ilhas
- Journal O Cidadao (São Vicente)
- Jornal Horizonte (Praia, 1988–)
- Terra Nova (São Vicente, 1975–)
- Artiletra (São Vicente, 1991–)

## Telekommunikáció
| Hívójel prefix | D4 |
| ITU zóna       | 46 |
| CQ zóna        | 35 |

## Közlekedés
Belföldön a szigetek között komppal, illetve repülővel közlekedhetünk. A belföldi repülőjáratokat a TACV üzemelteti.

## Művészetek

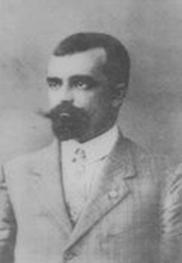
Eugénio Tavares, az egyik legismertebb költő

Költők: Sergio Frusoni, Eugénio Tavares, B. Léza, João Cleofas Martins, Ovídio Martins, Barbosa Jorge, Fortes Corsino António, Baltasar Lopes (Oswaldo Alcântara), João Vário, Oswaldo Osório, Arménio Vieira, Vadinho Velhinho, José Luís Tavares
Írók: Manuel Lopes – Movimento Claridade, Luís Romano de Madeira Melo, Germano de Almeida, Orlanda Amarilis, Jorge Vera Cruz Barbosa, Pedro Cardoso, Mário José Domingues, Daniel Filipe, Mário Alberto Fonseca de Almeida, Corsino António Fortes, Arnaldo Carlos de Vasconcelos França, António Aurélio Gonçalves, Aguinaldo Brito Fonseca, Ovídio de Sousa Martins, Osvaldo Osório, Dulce Almada Duarte, Manuel Veiga
Híres mesebeli lények: 'Ti Lobo' und 'Chibim', 'Ti Lobo'und 'Ti Pedro', Ti Ganga, Capotona.
Festők:  Manuel Figueira, Luisa Queros, Tchalé Figueira, Bela Duarte, Kiki Lima, Mito
Zeneszerzők: Manuel de Novas, Vasco Martins, Jorge Fernandes Monteiro (Jotamont),
Zenészek: Cesária Évora, Simentera, Terezinha Araujo, Bana, Gil Semedo, Luís Morais, Os Tubarões, Bulimundo, Lura, Celina Pereira, Boy Gé Mendes, Orlando Pantera, Tchéka, Tito Paris

## Gasztronómia
A zöld-foki konyha nagyrészt nyugat-afrikai, részben pedig portugál, dél- és nyugat-európai elemek keveredéséből jött létre. Mivel a szigetek az óceán belső vizein helyezkednek el, ezért a halászat alapvető élelemforrást biztosít.
A rum alapú grog, mely a régi tengerészek kedvelt itala volt, egy nagyon fontos kulináris elem. A legjobb fajták a Santo Antao és a Santiago szigeten készülnek. Egyik változata ponche, amely a grog és sűrített tej vagy melasz keveréséből készült puncs.
Az ételek alapjait leginkább a bab és kukorica teszik ki. Népszerű továbbá a rizs, a tápióka, a burgonya és a zöldségek, úgy mint sárgarépa, kelkáposzta és a tök. A halak közül kiemelkedik a tonhal, fűrészhal és a homár. A húsok közül a leggyakoribbak a baromfi- és a sertéshús, továbbá a madarak tojása. A portugálok kimagasló olajbogyó- és bortermelést honosítottak meg. Az alentejo a Zöld-foki szigetek nemzetközi hírű és közkedvelt bora.
A szigetek nemzeti étele a cachupa nevű zöldségragu, amelynek hozzávalói kukoricapüré, hagyma, főzőbanán, tápióka, édesburgonya, tök és jamgyökér. Gyakori étel még a tápiókából készült golyócskák, amiket mézzel édesítenek. Az étkezésben a kuszkusz is megtalálható, melyet kecskesajttal és melasszal ízesítenek.
Valaha népszerű fogás volt a sült teknősszelet (főleg Santiago szigetén), de a szigetek törvényhozása állatvédelmi okokból betiltotta a teknősök elejtését, ezért ma már ez a fogás eltűnt a gasztronómiából.
A szigetre eleinte csak portugál söröket importáltak, 2006 óta viszont már a Zöld-foki szigetek is rendelkezik saját sörfajtával, amit Strelá-nak hívnak.

## Sport

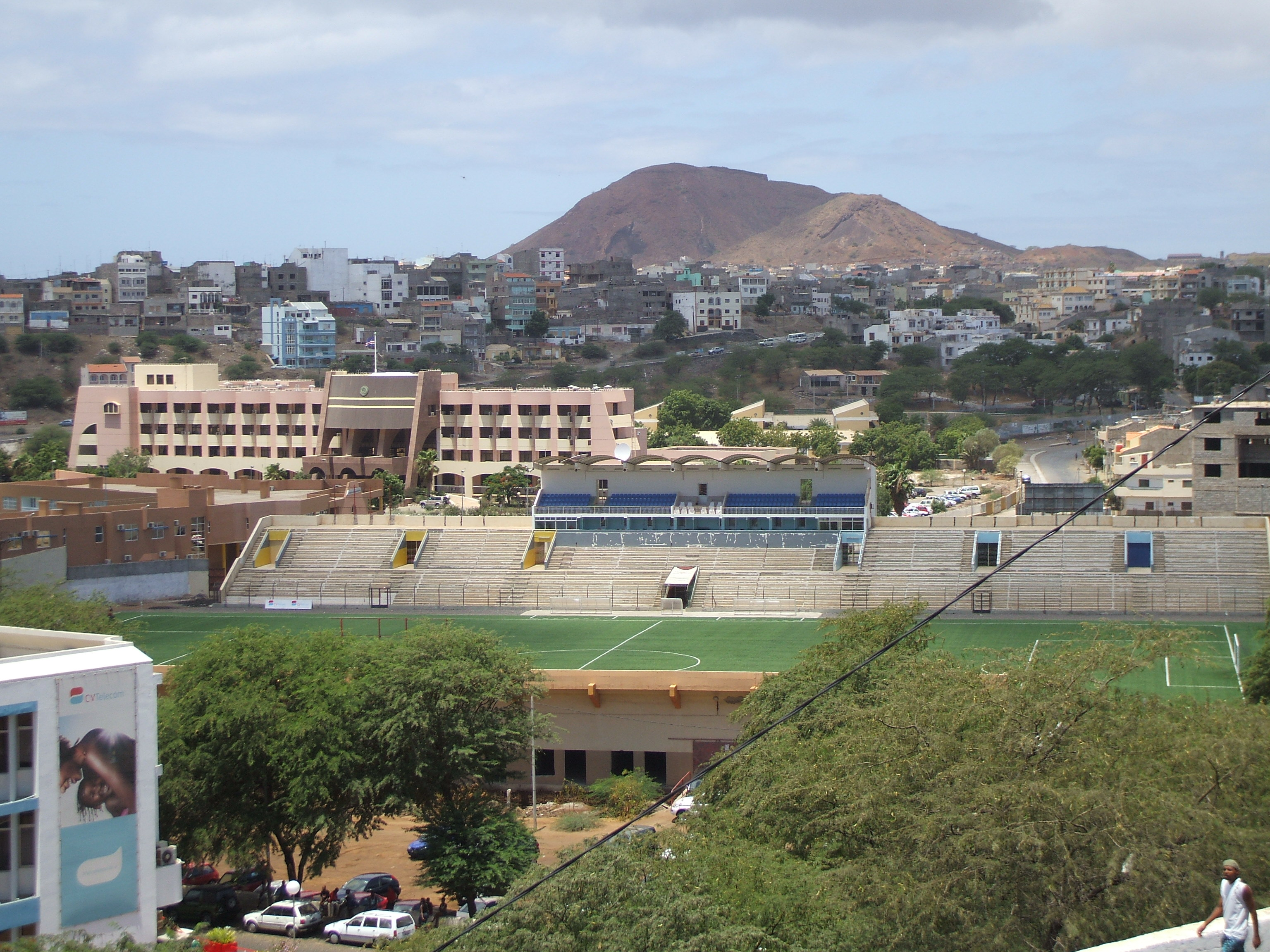
Praia, a főváros

## Ünnepek
| Dátum            | Ünnep                                     |
| ---------------- | ----------------------------------------- |
| Január 1.        | Újév                                      |
| Január 13.       | A demokrácia napja                        |
| Január 20.       | A nemzeti hősök napja                     |
| Évenként változó | Karnevál                                  |
| Évenként változó | Nagypéntek                                |
| Évenként változó | Úrnapja                                   |
| Május 1.         | A munka ünnepe                            |
| Május 19.        | Praia főváros ünnepnapja                  |
| Június 1.        | Nemzetközi Gyermeknap                     |
| Július 5.        | A függetlenség napja                      |
| Augusztus 15.    | A Zöld-foki-szigetek védőszentjének napja |
| November 1.      | Mindenszentek napja                       |
| December 25.     | Karácsony                                 |

## Egyéb
2009 őszén a szigetcsoport négy szigetén ütötte fel a fejét a dengue-láz. A járvány a turisták által leginkább látogatott Sal szigetét elkerülte. Különösen súlyos volt a helyzet Fogo szigetén.

### Újságok
- A Semana
- Infopress
- O Cidadão
- Paralelo 14
- Visão News
- O Liberal
- Expresso da Ilhas
- VozDiPovo-Online
- forcv.com
- CaboVerdeOnline
- Cape Verdean American News